# Rythme
Pour les articles homonymes, voir Rythme (homonymie).
Le rythme est la caractéristique induite par la perception d'une structure qui se répète. Le rythme est la notion de forme ou de « mouvement » que produit cette répétition sur la perception et l'entendement. On reconnaît un même rythme dans des phénomènes de cadence, de périodicité différente, lorsque l'ordre de succession et le rapport de durée entre ses moments de tension et de relâchement est identique. Ces moments sont souvent décrits aussi comme moments d’élévation (ou arsis) et d'abaissement (ou thésis). On parle de rythme aussi bien pour les phénomènes naturels que pour les créations humaines.
La perception du rythme, comme les autres perceptions humaines, se développe par des entraînements spécifiques.
Le mot rythme s'emploie fréquemment dans le langage courant hors de son sens précis, technique, assez bien défini en musique et en poésie, comme métonymie pour toute sorte d'événements cadencés. En philosophie, il est souvent une métaphore pour traiter d'actions coordonnées ou de transactions régulières. Pour le Octavio Paz, « Le rythme n'est pas une mesure ; c'est une vision du monde » ; témoins les calendriers, les institutions, et « chaque civilisation peut se réduire à un rythme primordial ».

## Difficultés de définition du rythme
De très nombreuses définitions du rythme ont été proposées qui présentent des incompatibilités partielles ou complètes les unes avec les autres. Cette situation est générale quand une notion implique la perception, comme le rythme, mais aussi comme la couleur ou la hauteur musicale, et, plus proche du sujet, le temps.
L'apparente évidence de la notion de rythme favorise les dénominations approximatives et les visions stéréotypées. À l'examen, la question révèle sa complexité. Deux cas extrêmes se détachent dans la grande quantité de définitions proposées :
- Les définitions qui étendent le phénomène rythmique au-delà de toute limite conduisent à une situation où tout est rythme. La définition retenue s'affaiblit au point de faire douter de l’intérêt de la notion de rythme.
- Les définitions restreintes à un domaine particulier présentent l’avantage de bien circonscrire les phénomènes considérés, mais interdisent d’en avoir une vision globale. Cependant, on applique la notion de rythme à un champ extrêmement large. La notion de rythme sert pour décrire des phénomènes aussi bien naturels qu’artificiels, des organisations temporelles et spatiales, des comportements mécaniques ou biologiques. Quand il s'agit de travaux artistiques, elle est souvent utilisée de manière très différente d’un art à l’autre, en musique, en peinture, en poésie, en danse, et d’une époque, d’un courant, etc., à l’autre.

L'apparence inconciliable des différentes définitions et approches du rythme ont conduit certains auteurs à conclure à l’impossibilité d’une définition large du rythme.
Chacune des disciplines et chacun des courants de pensée privilégient des éléments particuliers, parmi lesquels trois se retrouvent de façon récurrente : la notion de périodicité, celle de structure, et enfin celle de variabilité (ou mouvement). L’étude des multiples définitions du rythme existantes montre que celles faisant appel à deux au moins de ces trois éléments présentent souvent une plus grande force tandis que les définitions ne recourant qu’à un seul s’avèrent souvent peu consistantes. À partir de ce constat, Pierre Sauvanet a pu proposer au début des années 1990 une définition du rythme plus générique.

## Rythme des phénomènes naturels
De tous temps, on a reconnu des rythmes dans les phénomènes naturels. On parle du rythme des saisons et de celui du jour et de la nuit. Ces rythmes sont des plus simples : un temps marqué par l'activité (l'été, le jour), un temps marqué par l'attente (la nuit, l'hiver), se partagent la période en parties approximativement égales.
Le rythme du déferlement des vagues comprend un moment de tension bref et un moment de relâchement plus long. Dans la violence de la tempête, le rythme devient indistinct.
Le rythme cardiaque présente une structure un peu plus complexe, indépendante, chez un individu en bonne santé, de la cadence des pulsations. Les médecins s'entraînent à repérer et interpréter ses variations pour établir un diagnostic par auscultation (voir Troubles du rythme cardiaque).

## Rythme des phénomènes artificiels
Le fonctionnement des engins mécaniques induit des rythmes souvent plus complexes que ceux produits en dehors de l'activité humaine.
Le mécanisme d'échappement des horloges mécaniques crée un son caractéristique, sur un rythme simple à temps égaux.
Le passage des roues des trains sur les joints de rails a produit (avant la suppression de ceux-ci dans les voies modernes) un rythme plus complexe, identifié par des générations de voyageurs, indépendamment de sa cadence, déterminée par la longueur des rails et la vitesse du train.

### Rythmes comme signaux
On a utilisé la perception du rythme pour transmettre des signaux. Dans les exemples suivants, le son est identique, la cadence est indifférente, le sens communiqué dépend uniquement de l'agencement des signaux dans la période de répétition.
Le glas informe à distance, par la répétition d'un rythme, la communauté d'un décès (par exemple, trois tintements de cloche suivis d'un repos) ; le tocsin, de même, communique une alarme, généralement par une sonnerie répétée continument.
Dans les armées, des rythmes à sens conventionnels appelées batteries ont servi, jusqu'au XIXe siècle, à communiquer les ordres à la troupe à distance : aux champs, couvre-feu, rappel, générale, etc.
Dans certains cas, comme dans les batteries de marche, le son du tambour communique à la fois l'ordre (marchez) et la cadence de son exécution.
Lorsque sur une côte, plusieurs phares peuvent être visibles, on peut les distinguer par le rythme de leurs éclats. Comme on recherche des signaux aussi différents que possible pour éviter les confusions, la plupart du temps le rythme et la cadence des éclats sont tous deux différents.
Dans certains systèmes de téléphone, le rythme de la sonnerie indique la provenance de l'appel. Une sonnerie répétée indiquera par exemple un appel de l'intérieur du système, tandis qu'un groupe de deux sonneries, se répétant après un silence aussi long que le groupe entier, indique un appel de l'extérieur.
Lorsque la perception des structures temporelles s'applique à un signal qui ne se répète pas, comme dans le cas de l'alphabet morse, il n'existe pas de rythme.

### Rythme dans les arts
Le rythme, structure temporelle dans un cycle qui se répète avec une cadence, est à l'origine le rythme poétique induit par la succession des voyelles longues et des voyelles courtes dans la langue grecque, quand la métrique de la poésie accompagne sur le théâtre la cadence de la marche et de la danse.
Au XVIe siècle Thoinot Arbeau dérive, dans son Orchésographie, le rythme de la marche et de la danse.
Les musiciens de formation européenne ont développé leur propre notion du rythme, basé sur la division de la musique en mesures égales, une pulsation commune à tous les instruments et la représentation des durées, longues ou brèves, sur les partitions avec une périodicité des temps « faibles » ou « forts ».
Les chercheurs en ethnomusicologie se sont rendu compte que ces notions reflétaient imparfaitement les conceptions musicales issues d'autres cultures, particulièrement dans les tambours d'Afrique subsaharienne.
En esthétique, on utilise parfois la notion de rythme pour les arts plastiques (peinture, sculpture, architecture…). L'espace remplace alors le temps, et le rythme désigne l'organisation de l'alternance des lumières et des ombres, des pleins et des vides, des couleurs, etc. Aristote étend la notion de rythme, que Platon assignait à la poésie et à la musique, à l'espace. Cette conception imprègne les réflexions philosophiques sur le rythme tout au long de l'histoire. Le rythme est dès lors, selon le compositeur Vincent d'Indy, « l'ordre et la proportion dans l'espace et dans le temps ». La notion de rythme d'une œuvre visuelle finit ainsi par recouvrir exactement celle de disposition, et — dans certaines acceptions —, celle de composition. Le rythme est la structure du tableau, c'est le tableau lui-même dès lors que, comme Maurice Denis, on ne considère plus son sujet comme essentiel. Cet élargissement de la notion de rythme, courante en esthétique et en philosophie à la fin du XIXe siècle et au début du XXe siècle se fondait sur une réinterprétation de l'usage que les Grecs faisaient du mot, plus que sur son sens moderne. La nature et les propriétés du rythme ont donné lieu à une masse considérable d'écrits. John Dewey relie le rythme dans les arts plastiques à celui qu'on perçoit dans la musique et la danse en remarquant que l'expérience de l'œuvre statique se fait par succession d'actions motrices et mentales, au cours desquelles le spectateur essaye, consciemment ou non, des hypothèses ou des intuitions sur les formes qu'il voit. Certaines se confirment, l'œuvre en réfute d'autres, lançant de nouveaux cycles d'action. L'expérience comporte ainsi des temps variés, équivalents de ceux que produit l'organisation des sons successifs en musique. Dans cette interprétation contemporaine de la psychologie de la forme, le spectateur crée le rythme dans son exploration visuelle, comme on le crée dans l'écoute musicale, en dansant mentalement la cadence dont on perçoit la structure.

## Perception du rythme
La perception des rythmes à court terme est un domaine d'intérêt de la psychologie expérimentale, ouvert par les travaux de Seashore, et poursuivi en France par ceux de Paul Fraisse. Ces études relient le plus souvent la perception du rythme à l'activité motrice, et, après les études pionnières de Seashore, orientées par la psychologie de la musique, ont souvent limité leurs expérimentations aux cadences.